# ذخیره‌گاه طبیعی باستاک
ذخیره‌گاه طبیعی باستاک (انگلیسی: Bastak Nature Reserve) یک پارک و ذخیره‌گاه طبیعی در استان خودگردان یهودی کشور روسیه است.